# Marion Sellier
Marion Sellier (* 17. Juli 1957 in Grödersby; † 12. April 2015 in Viöl) war eine deutsche Politikerin der SPD und in der 17. Wahlperiode Abgeordnete des Schleswig-Holsteinischen Landtags für den Wahlkreis 1, Südtondern.

## Ausbildung und Beruf
Marion Sellier, geborene Schmidt, machte nach dem Realschulabschluss 1972 bis 1976 eine Ausbildung zur Erzieherin, 1982 bis 1983 zur Heilpädagogin und 1986 bis 1989 zur Arzthelferin. 2002 bis 2003 nahm sie beim Pilotprojekt der Ärztekammer Schleswig-Holstein zur Praxismanagerin teil.
Marion Sellier war verheiratet und hatte fünf Kinder.

## Politik
Marion Sellier war Mitglied der SPD. Kommunalpolitisch war sie für ihre Partei seit 2008 Kreistagsabgeordnete in Nordfriesland (wo sie stellvertretende Fraktionsvorsitzende der Kreistagsfraktion war) und von 2009 bis 2012 Mitglied im Hauptausschuss Nordfriesland und Beisitzerin im Kreisverband Nordfriesland.
Von 2009 bis 2012 wurde sie in den Schleswig-Holsteinischen Landtag gewählt und war dort stellvertretende Schriftführerin und Mitglied im Wirtschaftsausschuss. Des Weiteren war sie stellvertretendes Mitglied des Umweltausschusses und Verkehrspolitische Sprecherin der SPD.

## Öffentliche Ämter
Von 2001 bis 2015 war Marion Sellier als ehrenamtliche Gleichstellungsbeauftragte des Amtes Viöl tätig.